# 1. FC Schwalmstadt
Der 1. FC Schwalmstadt ist ein Fußballverein aus der nordhessischen Stadt Schwalmstadt. Er entstand 2003 durch Zusammenschluss der Fußballabteilungen des ESV Jahn 1871 Treysa und des TuSpo Ziegenhain.

## Gründung
Am 3. April 2003 wurde der neue Verein im Hotel und Landgasthof Hof Weidelbach in Schwalmstadt gegründet. Als Vorstand wurden Heinrich Gringel, Willi Nickel, Bernd Bick, Karl Schmidt, Jochen Helwig sowie Bürgermeister Wilhelm Kröll gewählt. Außerdem waren Spieler beider Fußballabteilungen bzw. des neuen Vereins anwesend. Als Logo wurde eine Kombination aus dem Logo und dem Wappen der Stadt Schwalmstadt gewählt. Wegen des schnellen, großen Erfolges der neuen „Schwälmer“ Mannschaft erfuhr der Verein rasch große Beliebtheit.

## Erfolge
In der ersten Saison nach der Gründung des Vereins stiegen die Schwalmstädter 2004 in die Oberliga Hessen auf. Im Jahr 2005 folgte die A-Jugend mit dem Aufstieg in die betreffende Oberliga. In der Saison 2007/08 musste die 1. Mannschaft den Abstieg aus der Oberliga hinnehmen, 2009 gelang dann als Meister der Verbandsliga Nord der direkte Wiederaufstieg in die nun Hessenliga genannte höchste hessische Spielklasse. Nach zwei Jahren folgte 2011 der erneute Abstieg.

## Stadien
Die 1. Mannschaft trägt ihre Heimspiele im Stadion am Fünftenweg in Ziegenhain aus, das seit 2007 nach Herbert Battenfeld (1925–2008), dem langjährigen Vorsitzenden und Förderer des TuSpo Ziegenhain, benannt ist. Daneben nutzt der Verein weiterhin das Schwalm-Stadion des ESV Jahn in Treysa.

## Spieler
- Tobias Damm (2004–2005), später Bundesligaspieler beim 1. FSV Mainz 05
- Sebastian Müller (2009–2012), später Bundesligaspieler bei Arminia Bielefeld
- Vedran Jerković (2018–2024) – ehemaliger Spieler in der höchsten kroatischen Liga.